# Алабуга (озеро, Красноармейский район)
Ала́буга — пресное озеро в Челябинской области России.
Озеро расположено в Красноармейском районе области. Площадь — 7,4 км². Средняя глубина — 2,9 м, наибольшая —3 м. Урез воды — 173 м. Минерализация воды — 0,694 г/л. В озере водятся карась, ротан.
На южном берегу озера — крупное село Алабуга, на северном и западном — летники. Вдоль северо-восточного берега озера проходит автодорога Бродокалмак — Алабуга — Теренкуль. Заросли камыша по всему побережью.